# 杨如意 (自由式滑雪运动员)
杨如意（2005年3月11日—），河南人，中国女子自由式滑雪运动员，最初为杂技演员，12岁时开始练习滑雪，2023年世界青年锦标赛女子大跳台铜牌得主、2025年亚洲冬季运动会女子坡面障碍技巧银牌得主和女子大跳台铜牌得主。